# Thermische lans

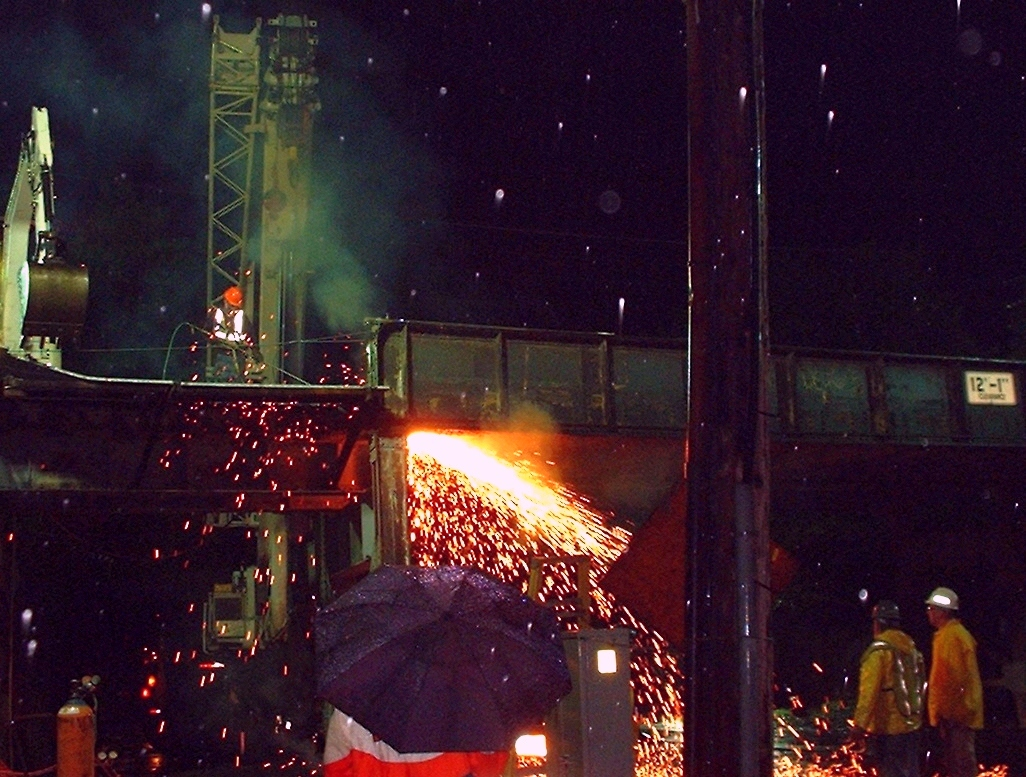
Een thermische lans in gebruik

Een thermische lans is een holle ijzeren buis, gevuld met staven ijzer, eventueel ook gemengd met staven magnesium of aluminium, waardoorheen zuurstof aangevoerd wordt, die het ijzer en magnesium of aluminium aan het uiteinde verbrandt. De lans wordt hierbij verbruikt. Voor het ontsteken kan een acetyleenvlam worden gebruikt. Het uiteinde van de lans is zeer heet zodat men ermee door metalen en vrijwel ieder ander materiaal, zoals beton, heen kan smelten. Thermische lansen kunnen zelfs onder water worden gebruikt en ze kunnen een temperatuur bereiken van meer dan 3.500 graden Celsius.
Lansen zijn verkrijgbaar in uiteenlopende diameters en lengtes, voor handmatige toepassingen variëren de diameters tussen de 6mm tot 20mm, waarbij lengtes kunnen oplopen tot 3 meter. Voor uitzonderlijke toepassingen kunnen lengtes worden gekoppeld of langere lengtes worden gefabriceerd.

Aage M.(einesz) was een brandkastkraker die met dit middel faam verwierf en zo de thermische lans bij het publiek tot een bekend begrip maakte.
Doorgaans wordt de thermische lans gebruikt voor sloopwerkzaamheden.
De lans vindt echter ook toepassingen in het demonteren van vastgelopen assen, pinnen en lagers zonder de omliggende constructie te beschadigen. 
Hierbij moet worden gedacht aan de assen of pennen van schepen, bruggen, sluizen en hijskranen, maar ook het verwijderen van klinknagels of kleinere items.  Het toepassen van deze techniek vraagt een zeer hoge bekwaamheid van de operator, een vergissing is snel gemaakt en schade aan de omliggende delen zoals assen, lagerbussen of voeringen is dan direct een feit.
Persoonlijke beschermingsmiddelen tijdens het lansen zijn van groot belang. Rondvliegend vloeibaar metaal, hete verbrandingsgassen en giftige dampen vereisen een brandbestendig pak, helm met gelaatsscherm en het werken onder perslucht.